# Malagueña (baile)
La malagueña es un tipo de baile y canto folclórico tradicional de la provincia de Málaga (España).
Entre los temas de la malagueña, como forma de canto, destaca el amor a las madres y el sentimiento de pérdida por su muerte.
La malagueña surgió probablemente en el siglo XVII como fusión entre la folía canaria y el fandango andaluz, más correctamente de la provincia de Málaga, y de ahí surgió su nombre 
También el baile por Malagueñas es característico de la provincia de Málaga (España) y se baila con la Malagueña que es una composición musical del mismo nombre parecida al fandango. Se puede bailar con los trajes típicos de la provincia como son el de malagueña de lujo o de bolero, el de marenga y el de verdiales. Se baila en parejas y algunos de los pasos son paseíllo, braceos y careos.
Desde el año 1985 se viene celebrando la "Malagueña de Fiesta" en donde varios grupos de yucatecos bailaban alrededor de una mujer embarazada para rendir tributo.
Uno de los principales objetivos de este baile es seducir a los hombres y mujeres.